# Melanaspis williamsi
Melanaspis williamsi är en insektsart som beskrevs av De Lotto 1957. Melanaspis williamsi ingår i släktet Melanaspis och familjen pansarsköldlöss.
Artens utbredningsområde är Kenya. Inga underarter finns listade i Catalogue of Life.